# Större hackspett
Större hackspett (Dendrocopos major) är en fågelart inom familjen hackspettar (Picidae). Den förekommer i Europa (där den är den vanligaste arten av hackspett), norra Afrika och norra Asien. Merparten av världspopulationen är stannfåglar, förutom de som häckar i den kallaste nordligaste delarna av utbredningsområdet. Arten har ett brokigt svart-vitt-rött utseende.

## Utseende, läte och fältkännetecken
Större hackspett känns igen på de två avlånga vita skulderfläckarna och den röda undergumpen. Längden är 23–25 cm och vingspannet 34–39 cm. Den väger ungefär 80 gram. Fullvuxna hanar har svart hjässa med en röd fläck i nacken, medan fullvuxna honor saknar rött på huvudet. Ungarna har röd hjässa precis som mindre hackspett.
Större hackspett flyger i bågflykt, det vill säga i tydliga upp- och nedåtgående bågar.

## Utbredning och systematik

### Systematik
Den större hackspettens närmaste släktingar är balkanspett och flera asiatiska arter som himalayaspett, darjeelingspett, sindspett och vitvingad hackspett. När balkanspettens utbredningsområde expanderade i Europa hybridiserade den ganska ofta med större hackspett, men idag är det mycket ovanligt.
Tidigare trodde man att mellanspetten stod större hackspett nära. DNA-studier visar dock att de endast är avlägset släkt.

### Utbredning
Större hackspett förekommer i Europa, norra Afrika och norra Asien och merparten av världspopulationen är stannfåglar förutom de som häckar i den kallaste nordligaste delarna av utbredningsområdet. Den är regionalt utdöd på Irland och den har observerats vid ett fåtal tillfällen på Island och Färöarna.

### Underarter

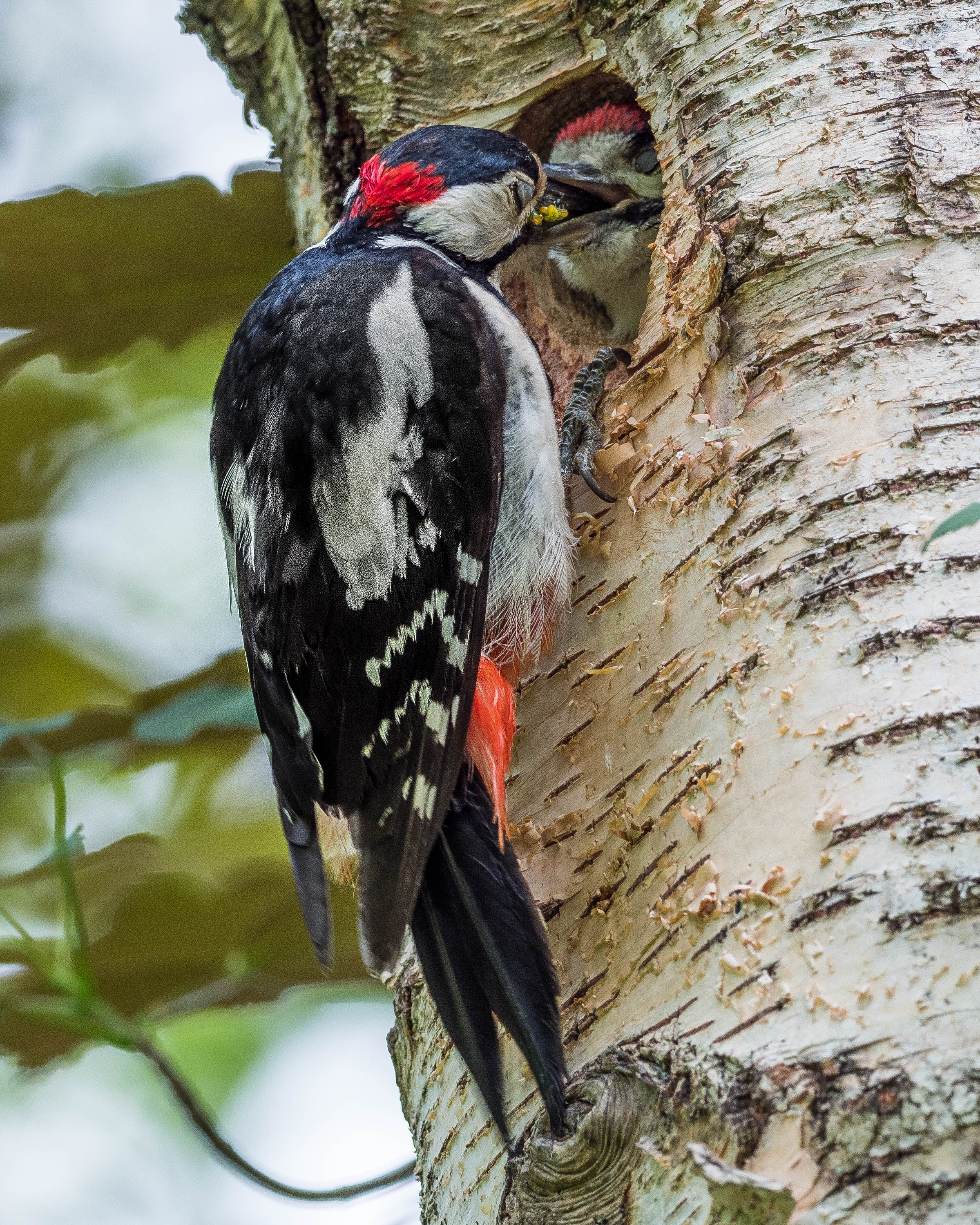
Större hackspettshane matar unge i bo.

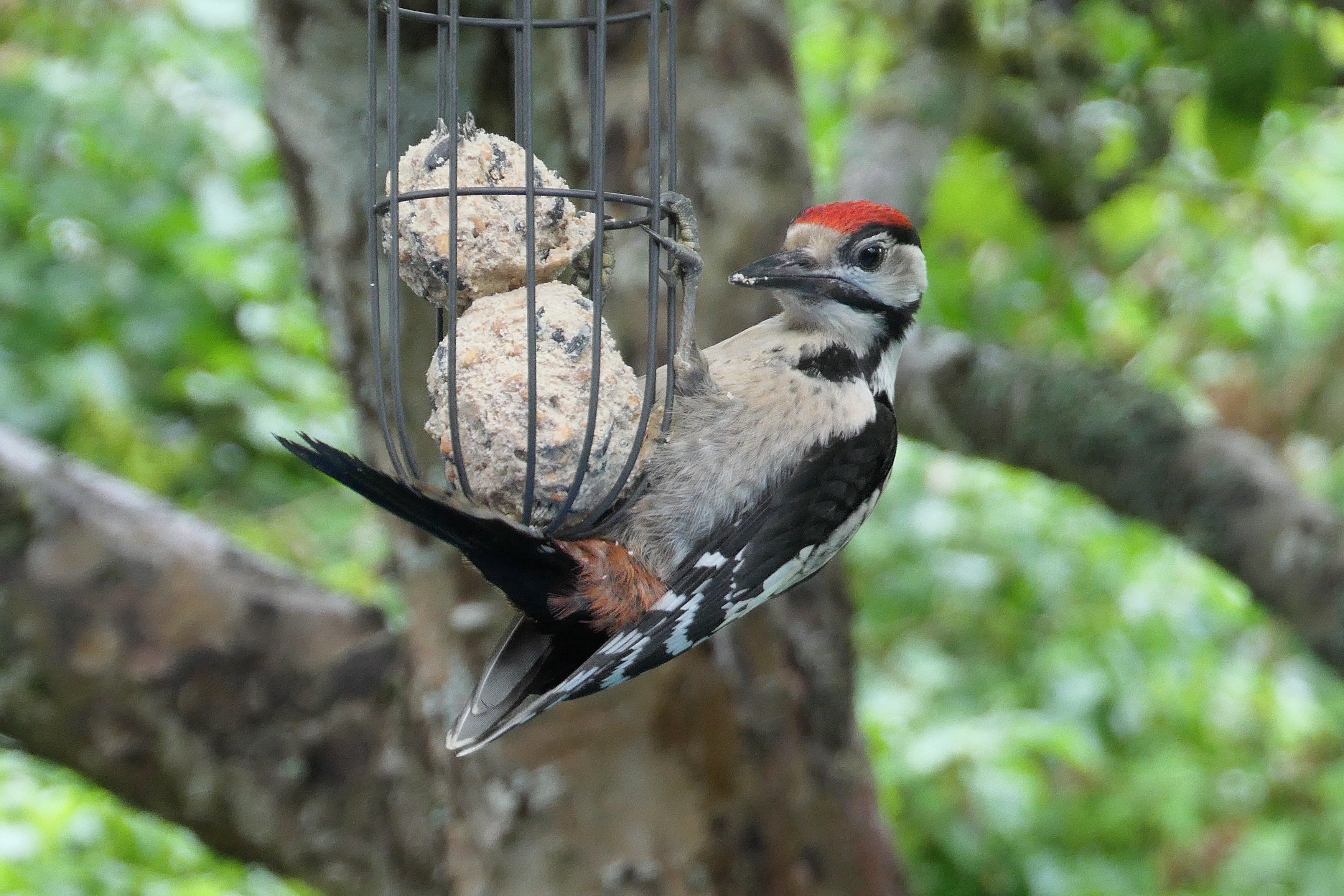
Ungfågel med röd hjässa.

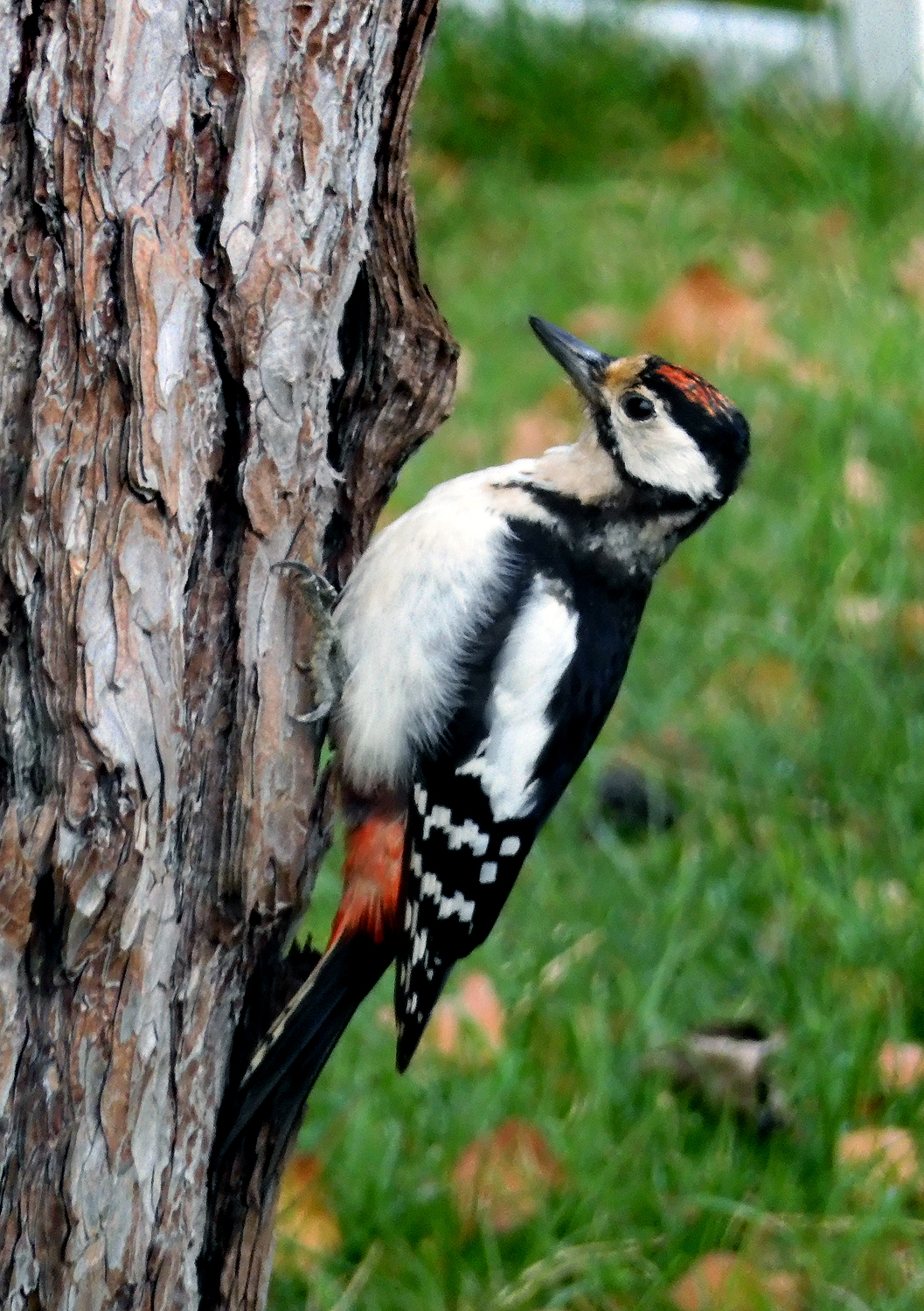
En ung hane födosöker på en tall i Ystad i november 2023.

Olika auktorer har erkänt olika antal underarter av större hackspett. Generellt kan man säga att de erkända antalet underarter har minskat med tiden. Peters erkände 27 stycken 1948, 22–26 av Cramp et al. 1985 och 14 av Winkler et al. 1995, liksom Clements et al. 2021. Tongivande International Ornithological Congress (IOC) urskiljer dock 24 underarter i sin lista från 2022, med följande utbredning:
- vanlig större hackspett[11] D. m. major – nominatformen förekommer i Skandinavien och nordöstra Polen till västra Sibirien
- D. m. brevirostris (Reichenbach, 1854) – förekommer från västra Sibirien till östra Sibirien, nordöstra Kina och norra Mongoliet
- D. m. kamtschaticus (Dybowski, 1883) – förekommer på Kamtjatkahalvön och kring de norra kustområdena av Ochotska havet
- D. m. anglicus ((Hartert, 1900) – förekommer i Storbritannien, inkluderas ofta i pinetorum
- D. m. pinetorum (C. L. Brehm, 1831) – förekommer i Centraleuropa
- D. m. parroti (Hartert, 1911) – förekommer på Korsika, inkluderas ofta i harterti
- D. m. harterti (Arrigoni, 1902) – förekommer på Sardinien
- D. m. italiae (Stresemann, 1919)  – förekommer i Italien, på Sicilien och i västra Slovenien, inkluderas ofta i pinetorum
- D. m. hispanus (Schlüter, 1908) – förekommer på Iberiska halvön
- D. m. canariensis (König, 1889) – förekommer på Teneriffa
- D. m. thanneri (Le Roi, 1911) – förekommer på Gran Canaria
- D. m. mauritanus (C. L. Brehm 1855), syn. lynesi (Harrison, 1944) – förekommer i Marocko
- D. m. numidus (Malherbe, 1843) – förekommer i norra Algeriet och Tunisien
- D. m. candidus (Stresemann, 1919) – förekommer från Rumänien och södra Ukraina till Grekland, inkluderas ofta i pinetorum
- D. m. paphlagoniae (Kummerlöwe & Niethammer, 1935) – förekommer i norra Turkiet, inkluderas ofta i pinetorum
- D. m. tenuirostris (Buturlin, 1906) – förekommer i Kaukasus och Transkaukasus, inkluderas ofta i pinetorum
- D. m. poelzami (Bogdanov, 1879) – förekommer i sydöstra Azerbajdzjan, norra Iran och sydvästra Turkmenistan
- D. m. japonicus (Seebohm 1883), syn. tscherskii (Buturlin. 1910) och hondoensis (Kuroda, 1921) – förekommer i sydöstra Sibirien, nordöstra Kina, på Koreahalvön samt i norra och centrala Japan
- D. m. wulashanicus (Cheng m.fl., 1975) – förekommer i Inre Mongoliet i norra Kina
- D. m. cabanisi (Malherbe, 1854) – förekommer i östra Kina
- D. m. beicki (Stresemann, 1927) – förekommer i centrala Kina, inkluderas ofta i cabanisi
- D. m. mandarinus (Malherbe, 1857) – förekommer från södra Kina och östra Burma till norra Laos och norra Vietnam, inkluderas ofta i cabanisi
- D. m. stresemanni (Rensch, 1924) – förekommer från nordöstra Indien och nordöstra Burma till sydöstra Tibet och sydcentrala Kina (västra Sichuan och Yunnan)
- D. m. hainanus (Hartert & Hesse 1911) – förekommer på ön Hainan, inkluderas ofta i cabanisi

Tidigare har större hackspett delats in i tre underartsgrupper, med de i Kanarieöarna i en grupp, de nordafrikanska i en annan och övriga i en tredje. DNA-studier pekar dock på att denna uppdelning är felaktig, där vissa av de asiatiska underarterna är mest avvikande. Författarna till studien föreslår till och med att större hackspett bör delas upp i fyra egna arter: japonicus, cabanisi (inklusive stresemanni), poelzami och major (övriga underarter). Andra studier har bekräftat att av dessa är åtminstone japonicus och cabanisi distinkta. Inga större auktoriteter har dock ännu följt dessa studiers resultat. 
Genom fossila lämningar finns det även en känd förhistorisk underart, D. m. submajor (Jánossy, 1974), från mellersta pleistocen (250 000 till 300 000 år sedan), funnen i Centraleuropa, bland annat Hundsheim i Österrike. Taxonet har ibland behandlats som en egen art men skiljer sig enbart i storlek ifrån nominatformen av större hackspett.

### Förekomst i Sverige
Den lever främst i löv- och blandskog, ibland även barrskog, från Skåne till Lappland. Längst i norr är den mindre vanlig eller sällsynt.

## Ekologi

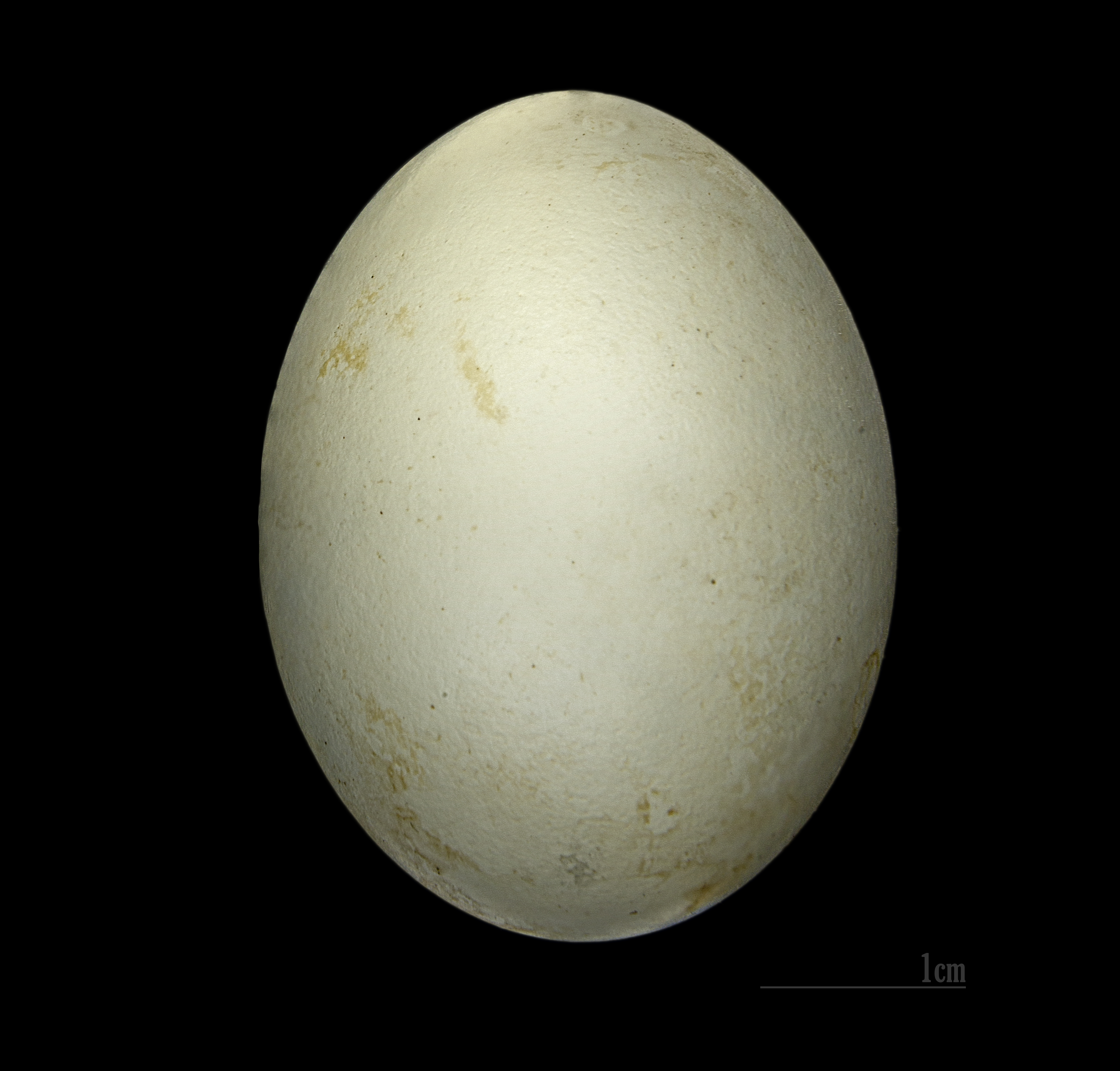
Ägg av större hackspett.

Bohålet hackas ut i en lövträdsstam, i såväl friska som murkna träd av till exempel asp, al, björk eller ek, mindre ofta i barrträd. Övergivna bohål övertas gärna av stare eller vissa andra hålhäckare. Den kan även häcka i holk. I maj läggs fem till sju ägg som ruvas i tolv till 13 dygn. Ungarna blir flygfärdiga efter 20-25 dygn, och de matas oftast en tid efter det att de har lämnat boet.
Födan består av skalbaggar, myror, bladlöss och andra insekter, samt bär som till exempel blåbär och lingon – vintertid främst frön i gran- och tallkottar. Större hackspett tar ibland även fågelungar och ägg. Vintertid uppsöker den gärna fågelbord där den främst äter talgbollar och jordnötter.

## Större hackspett och människan

### Status och hot
Den större hackspetten har ett mycket stort utbredningsområde och en mycket stor global population som uppskattas till 73–110 miljoner adulta individer. På grund av detta bedöms inte arten vara hotad utan kategoriseras av IUCN som livskraftig (LC).
Däremot kan arten lokalt vara hotad, främst på grund av att deras habitat fragmenteras. De underarter som är mest hotade är canariensis på Kanarieöarna och thanneri.

### Namn
Större hackspett har förr även kallats för brokspett, storspätt, skogsknarr, hackspik och huggspit. Dialektalt har den förr i Kalmartrakten kallats för rosenbjelke, och på Gotland har den och andra hackspettar kallats tjolo eller tojle.